# Sogni e nostalgia
Sogni e nostalgia è un singolo del cantautore italiano Neffa, pubblicato l'11 febbraio 2016 come primo estratto dalla riedizione dell'ottavo album in studio Resistenza.

## Descrizione
Interamente scritto da Neffa, il brano è stato presentato per la prima volta dal vivo al Festival di Sanremo 2016, durante il quale non ha raggiunto la finale.
Di Sogni e nostalgia è stato realizzato anche un video musicale.

## Tracce
1. Sogni e nostalgia – 3:15

## Classifiche
| Classifica (2016) | Posizione massima |
| ----------------- | ----------------- |
| Italia            | 80                |